# Sleeper Cell
Sleeper Cell (Sleeper Cell) est un feuilleton télévisé américain en 18 épisodes de 60 minutes créé par Ethan Reiff et Cyrus Voris et diffusé entre le 4 décembre 2005 et le 17 décembre 2006 sur Showtime.
En France, le feuilleton est diffusé depuis le 15 septembre 2006 sur TPS Star et rediffusée sur France 4. En Belgique, elle a été diffusée sur Be 1 et depuis le 13 avril 2008 sur La Deux.

## Synopsis
Darwyn Al-Sayeed, un afro-américain d'une trentaine d'années, musulman pratiquant, est recruté à sa sortie de prison par une cellule terroriste islamiste implantée aux États-Unis, cellule dirigée par un certain Faris Al-Farik. Mais Darwyn est un agent du FBI travaillant sous couverture, ayant pour mission d'infiltrer la cellule, qui projette une attaque terroriste massive de Los Angeles. Darwyn est dirigé par le FBI senior agent Ray Fuller, qui est aussi un ami. La difficulté de la mission le poussera à commettre des crimes pour protéger sa couverture, à la suite de quoi la mission sera annulée par le FBI, avant d'être maintenue in extremis par l'administration lorsque des indices liant cette cellule au réseau terroriste international feront surface.

## Distribution
- Michael Ealy : Darwyn
- Oded Fehr : Farik
- Henri Lubatti : Ilija Korjenic
- Alex Nesic : Christian
- Blake Shields : Tommy
- Melissa Sagemiller : Gayle
- Michael Desante : Tireur masqué
- Jake Soldera : Marcus
- Omid Abtahi : Salim
- Kevin Alejandro : Benito « Benny » Velasquez
- James LeGros : Agent spécial Ray Fuller
- Mike Batayeh : Ziad
- Joshua Feinman : Technicien F.B.I.

## Personnages
- Darwyn al-Sayeed, alias Darwyn al-Hakim : personnage principal. Dans le premier épisode, on le voit être libéré de prison et se faire recruter dans la cellule. On apprend à la fin de l'épisode que c'est un agent infiltré. Au début de la série, il va plus-ou-moins tomber amoureux de Gayle, qu'il rencontre à un pique-nique organisé par un des membres. Il ne peut rien lui dire de ses activités diurnes et nocturnes, et ce secret empoisonne leur relation. Il est musulman pratiquant. Au regard de sa mission d'infiltration, ceci était nécessaire, et ça n'entre pas vraiment en conflit avec sa mission.
- Faris al-Farik : De son vrai nom, Saad ben Safwan, leader froid, intelligent et calculateur de la cellule. Il ne fait confiance à personne, ne révèle des informations que lorsque c'est strictement nécessaire. Il n'hésitera pas à tuer tout membre de son équipe convaincu de faute ou de trahison, ce qui d'ailleurs va les pousser à ne pas toujours être francs avec lui. Il a sa propre perception de l'Islam, où le Jihad justifie toutes les atrocités, y compris la mort de frères musulmans et d'enfants.
- Ilija Korjenić , bosniaque survivant des Guerres de Yougoslavie en veut au monde occidental de n'avoir rien fait pour sauver les populations civiles.
- Christian Aumont est un Français, ancien skinhead il s'est converti à l'islam après s'être marié à une Marocaine. Il a servi un an dans l'armée française en tant qu'appelé.
- Thomas Allen "Tommy" Emerson, un autre converti, est américain. Il a servi dans l'armée américaine, pour "emmerder" sa mère, et d'où il fut renvoyé après avoir tabassé un Sergent avec un casque.
- Gayle Bishop : petite amie de Darwyn, elle a un enfant : Marcus.
- Agent spécial Ray Fuller (FBI senior agent Ray Fuller) : superviseur, contact et ami de Darwyn au sein du FBI.

## Épisodes

### Première saison
1. La Maison des martyrs (Al-Fatiha)
2. La Cible (Target)
3. Le Nerf de la guerre (Money)
4. Le Prophète (Scholar)
5. L'Entraînement (Soldier)
6. La Famille (Family)
7. Le Jeune Afghan (Immigrant)
8. L'Agent Serxner (Intramural)
9. Le Jour d'avant (Hijack)
10. Youmud Din (Youmud Din)

### Deuxième saison
1. L'esprit saint (Al-Baqara)
2. Le boucher (Salesman)
3. Torture (Torture)
4. La foi (Faith)
5. Le foyer (Home)
6. L'école (School)
7. La discorde (Fitna)
8. Réunion (Reunion)